# Demonax angustatus
Demonax angustatus là một loài bọ cánh cứng trong họ Cerambycidae.